# Furceni, Orhei
Furceni este un sat din cadrul comunei Ivancea din raionul Orhei, Republica Moldova.
Între Furceni și Trebujeni este amplasată rezervația peisagistică Trebujeni.